# Saba Sazonov
Saba Andreyevich Sazonov (georgiano: საბა ანდრეის ძე საზონოვი; San Petersburgo, Rusia, 1 de febrero de 2002) es un futbolista georgiano que juega como defensa en el Torino F. C. de la Serie A.

## Primeros años
Su madre, Nino Nishnianidze, es una antigua jugadora profesional de voleibol georgiana de Samtredia. Se trasladó a San Petersburgo, donde conoció a su marido ruso. Durante su infancia, se trasladó a Georgia y luego volvió a Rusia, para sentirse más cómodo con la lengua y la cultura de ambos países.

## Trayectoria
Debutó en la Liga Premier de Rusia con el Zenit de San Petersburgo el 16 de mayo de 2021 en un partido contra el F. C. Tambov. Sustituyó a Magomed Ozdoyev en el minuto 76.
En junio de 2021 se incorporó al F. C. Dinamo Moscú en calidad de prueba. El 9 de julio firmó un contrato de tres años con el Dinamo.
El 31 de agosto de 2023 abandonó la entidad moscovita después de ser traspasado al Torino F. C. En su primer año en Italia jugó doce partidos y en agosto de 2024 fue prestado al Empoli F. C.

## Selección nacional
En septiembre de 2022 fue convocado para la selección nacional de fútbol sub-21 de Georgia. También fue convocado para la selección nacional de fútbol sub-21 de Rusia para las mismas fechas, pero optó por representar a Georgia. Debutó con la selección nacional de Georgia en un amistoso que perdió por 3-0 ante Marruecos el 17 de noviembre de 2022.

## Estadísticas

### Clubes
Actualizado al último partido disputado el 17 de agosto de 2024.
| Club                               | Div.          | Temporada     | Liga  | Liga  | Copas nacionales | Copas nacionales | Copas internacionales | Copas internacionales | Total | Total |
| Club                               | Div.          | Temporada     | Part. | Goles | Part.            | Goles            | Part.                 | Goles                 | Part. | Goles |
| ---------------------------------- | ------------- | ------------- | ----- | ----- | ---------------- | ---------------- | --------------------- | --------------------- | ----- | ----- |
| FC Zenit-2 San Petersburgo · Rusia | 3.ª           | 2019-20       | 6     | 0     | ―                | ―                | ―                     | ―                     | 6     | 0     |
| FC Zenit-2 San Petersburgo · Rusia | 3.ª           | 2020-21       | 17    | 3     | ―                | ―                | ―                     | ―                     | 17    | 3     |
| FC Zenit-2 San Petersburgo · Rusia | Total club    | Total club    | 23    | 3     | 0                | 0                | 0                     | 0                     | 23    | 3     |
| Zenit de San Petersburgo · Rusia   | 1.ª           | 2020-21       | 1     | 0     | 0                | 0                | ―                     | ―                     | 1     | 0     |
| Zenit de San Petersburgo · Rusia   | Total club    | Total club    | 1     | 0     | 0                | 0                | 0                     | 0                     | 1     | 0     |
| F. C. Dinamo Moscú II · Rusia      | 3.ª           | 2021-22       | 9     | 2     | ―                | ―                | ―                     | ―                     | 9     | 2     |
| F. C. Dinamo Moscú II · Rusia      | Total club    | Total club    | 9     | 2     | 0                | 0                | 0                     | 0                     | 9     | 2     |
| F. C. Dinamo Moscú · Rusia         | 1.ª           | 2021-22       | 6     | 0     | 0                | 0                | ―                     | ―                     | 6     | 0     |
| F. C. Dinamo Moscú · Rusia         | 1.ª           | 2022-23       | 24    | 1     | 9                | 0                | ―                     | ―                     | 33    | 1     |
| F. C. Dinamo Moscú · Rusia         | 1.ª           | 2023-24       | 4     | 0     | 1                | 0                | ―                     | ―                     | 5     | 0     |
| F. C. Dinamo Moscú · Rusia         | Total club    | Total club    | 34    | 1     | 10               | 0                | 0                     | 0                     | 44    | 1     |
| Torino F. C. · Italia              | 1.ª           | 2023-24       | 12    | 0     | 0                | 0                | ―                     | ―                     | 12    | 0     |
| Torino F. C. · Italia              | 1.ª           | 2024-25       | 1     | 0     | 0                | 0                | ―                     | ―                     | 1     | 0     |
| Torino F. C. · Italia              | Total club    | Total club    | 13    | 0     | 0                | 0                | 0                     | 0                     | 13    | 0     |
| Empoli F. C. · Italia              | 1.ª           | 2024-25       | 0     | 0     | 0                | 0                | ―                     | ―                     | 0     | 0     |
| Empoli F. C. · Italia              | Total club    | Total club    | 0     | 0     | 0                | 0                | 0                     | 0                     | 0     | 0     |
| Total carrera                      | Total carrera | Total carrera | 80    | 6     | 10               | 0                | 0                     | 0                     | 90    | 6     |